# Gewoon franjekelkje
Het gewoon franjekelkje (Lachnum virgineum) is een schimmel behorend tot de familie Lachnaceae. Het groeit op dode planten, dood loofhout en houtachtig puin in de maanden april t/m december. 

## Kenmerken

### Uiterlijke kenmerken
Vruchtlichamen
De vruchtlichamen hebben een diameter van slechts 0,5 tot 1,5 mm. Ze zijn beker- tot schotelvormig en het hymenium is wit van kleur. De binnenzijde is wasachtig glad en onbehaard, aan de buitenzijde bevinden zich witte haren. Vaak zijn er waterdruppeltjes op de haren.
Steel
Het vruchtlichaam is met zeer kort steeltje aan het substraat gehecht. De dikte van de steel is ongeveer 2 mm.
Smaak
De geur en smaak zijn onduidelijk. De paddenstoel is oneetbaar.

### Microscopische kenmerken
De asci zijn 8-sporig, cilindrisch knotsvormig, met een afgeronde of enigszins smalle bovenkant en een klein blauwachtig blauw gat en meten 40-57,5 × 3-5 μm. De ascosporen zijn glad, hyaliene, spoelvormig, eencellig, schuin in één of twee rijen in de zak gerangschikt en meten 7,5-11 × 1-2,5 µm. De parafysen zijn lancetvormig, langer dan de asci, gesepteerd en meten 150–77,5(–100) × 3,5–6(–7,5) μm. De randharen hebben een fijnkorrelig oppervlak, zijn verbreed naar de top, dunwandig, met 1–3 compartimenten en meten 80-120 × 4-5 µm.

## Verspreiding
In Nederland komt het gewoon franjekelkje algemeen voor. Het staat niet op de rode lijst en is niet bedreigd.

## Foto's

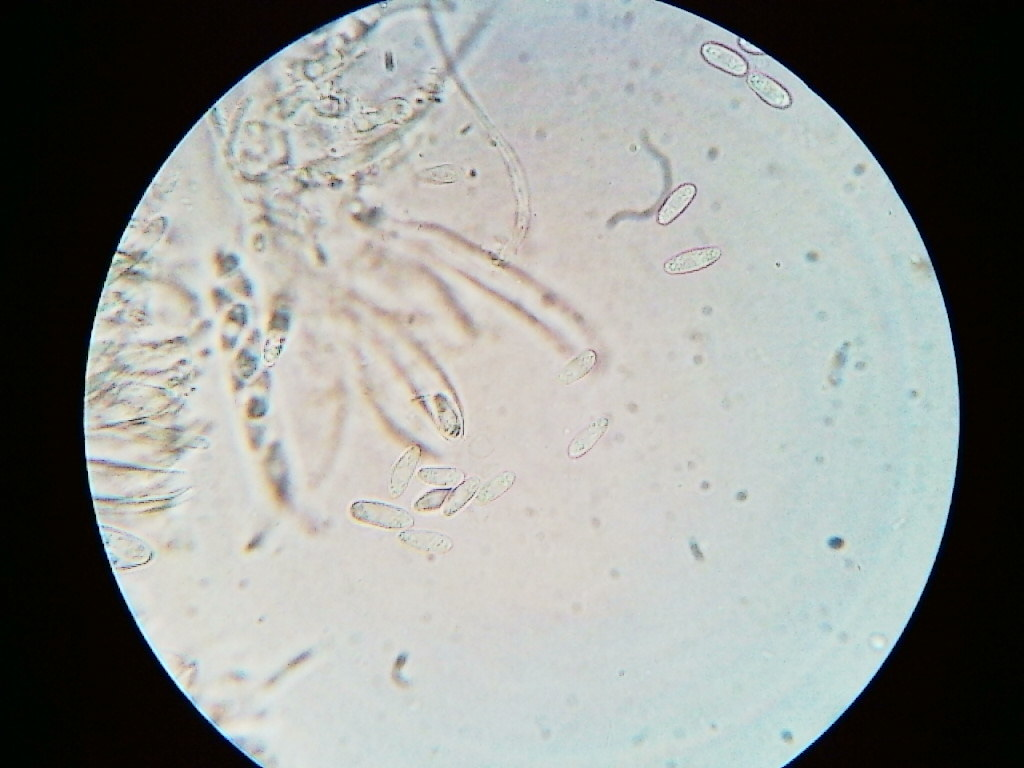
Ascosporen
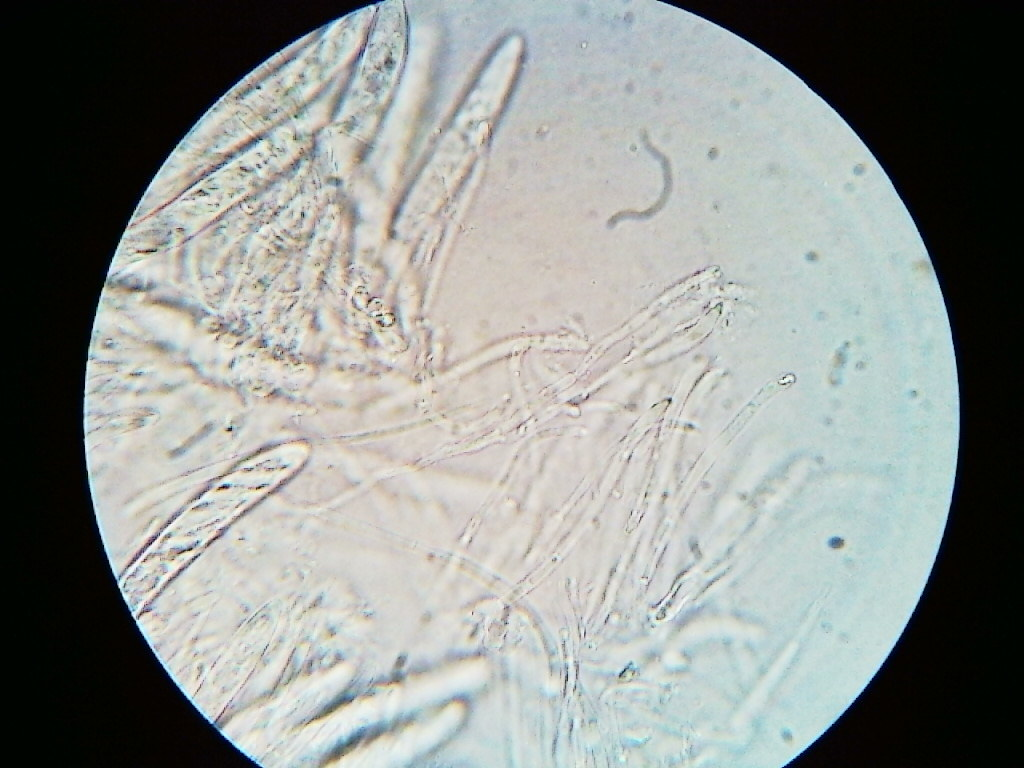
Asci en parafysen